# Between the Earth and the Stars
Between the Earth and the Stars è il diciassettesimo album in studio della cantante gallese Bonnie Tyler, pubblicato nel 2019.